# سرسه کوزمی
سرسه کوزمی (ایتالیایی: Serse Cosmi؛ زادهٔ ۵ مهٔ ۱۹۵۸) مربی فوتبال اهل ایتالیا است.

### مربیگری
از باشگاه‌هایی که در آن مربیگری کرده‌است می‌توان به تراپانی، پروجا، جنوآ، اودینزه، برشا، لیورنو، پالرمو، لچه، سیه‌نا، پسکارا، آسکولی، ونتزیا اشاره کرد.

## افتخارات
پروجا (۲۰۰۴–۲۰۰۰)
- جام اینترتوتو: ۲۰۰۳